# Fantomi (glazbeni sastav)
Fantomi su rock sastav iz Zagreba, osnovan 1988. godine.
Objavili su jedan singl "Beba bebica"/"Da, da da" (1989.), tri studijska albuma Veliki odmor (1990.), Sretan rođendan (1992.) i Planet majmuna (1993.), te pod imenom Robert & Fantomi Greatest Hits (1996.) i Iza zatvorenih vrata (1998.). Nakon što su objavili album Planet majmuna, iduće 1994. godine Fantomi prestaju s radom, a od bivših članova osnivaju se sastavi Robert i Fantomi, te Fantomi II, ali niti jedna se nije duže zadržala na glazbenoj sceni.
U pet godina svoga djelovanja sastav Fantomi nametnuli su svoj glazbeni stil koji se sastojao od pop glazbe oslonjene na rock izvođače pedesetih godina. Aranžmani i tekstovi bili su prilagođeni slušateljstvu od sedam do sedamdeset i sedam godina.

## Povijest sastava
Nakon što se sastav Voodoo Cats raspao, Fantome su u Zagrebu 1988. godine osnovali Krešimir Mišak (gitara), Danko Stefanović (bas-gitara) i Robert Mareković (vokal), a nedugo nakon toga pridružili su im se Bruno Perović (bubnjevi) i Bruno Gracin (gitara).
U ovoj postavi često nastupaju po zagrebačkim klubovima, gdje u jednom od njih upoznaju Željka Tutunovića, koji nakon toga postaje njihov menadžer. Ovom suradnjom postigli su objavljivanje svog prvog singla "Beba bebica"/"Da, da, da", kojeg 1989. godine objavljuje diskografska kuća Jugoton. Singl je bio dobra najava za nadolazeći studijski album. Svoj prvijenac objavljuju 1990. godine pod nazivom Veliki odmor. Albumom se predstavljaju u jednom simpatičnom pop stilu s pjevnim i lakopamtljivim skladbama, koje su uglavnom bile prilagođene i namijenjene mlađoj rock publici. Vrlo brzo postaju popularni sastav koji se često može vidjeti u medijima, međutim dolazi do neslaganja među članovima te se pokreće sudski spor oko imena Fantomi. Spor završava izvansudskim dogovorom gdje sastav napušta bubnjar Bruno Perović, a ostali nastavljaju djelovati pod starim imenom, Fantomi. Perović nakratko osniva sastav pod imenom Novi Fantomi u kojemu je pjevao Sandi Cenov, tako da u tom periodu nastupaju dvije skupine koje su popularnost stekle imenom Fantomi.
Za vrijeme Domovinskog rata 1991. godine, Fantomi djeluju s ostalim hrvatskim glazbenicima u dobrotvornim akcijama, održavajući veliki broj dobrotvornih koncerata.
U proljeće 1992. godine izdaju svoj sljedeći studijski album Sretan rođendan na kojemu se nalaze obrade božićnih skladbi Shakin' Stevensa. Nakon što je album objavljen održavaju niz koncerata, a samo u prvoj polovici 1993. godine nastupili su preko 160 puta. Iste godine objavljuju i svoj treći album Planeta majmuna. Za skladbu "Irena, laku noć" snimaju video uradak, koji je bio odlično primljen kod publike.
Pojavljuju se na Zagrebfestu '93., gdje zajedno s Vlatkom Pokos izvode skladbu "Ljubi, ljubi me".

## Robert & Fantomi
Godine 1998. pod nazivom Robert & Fantomi, objavljuju album Iza zatvorenih vrata. Postavu sastava činili su Robert Mareković (vokal), Saša Sokolovski (bubnjevi), Dražen Vuksan (bas-gitara), Darko Matko (gitara) i Dragoljub Zečević (klavijature, harmonika). Na albumu se nalazi ukupno deset skladbi, od kojih se posebno ističe obrada stare uspješnice u dvije verzije "Jabuke i trešnje", uz gostovanje legendarnog Ive Robića. Između ostalih autora, skladbe na albumu potpisuju Alka Vuica, Boris Novković, Zlatko Arslanagić i Davor Viduka. Materijal je tijekom ožujka i travnja 1998. godine sniman i miksan u studiju Croatia Records, od strane producenta Hrvoja Hegedušića i Duška Mandića.

## Fantomi II
Druga frakcija grupe nakon razlaza s Marekovićem 1994. osniva novi sastav pod nazivom Fantomi II kojem su uz stare prokušane članove gitarista Krešimira Mišaka i basista Danka Stefanovića priključuju novopridošli članovi Tristan Karas (vokal i gitara) i Branko Trajkov (bubnjevi). Ta postava snimila je 1995. godine album ''Lice'', njihov prvi i pokazalo se jedini album u produkciji Žarka Fabeka pod etiketom diskografske kuće ''Crno-bijeli svijet''. 

## Diskografija

### Studijski albumi
- 1990. - Veliki odmor (Jugoton)
- 1992. - Sretan rođendan (Croatia Records)
- 1993. - Planet majmuna (Orfej)
- 1995. - Lice - Fantomi II (Crno-bijeli svijet)
- 1998. - Iza zatvorenih vrata - Robert & Fantomi (Croatia Records)

### Singlovi
- 1989. - "Beba bebica"/"Da, da, da" (samostalno izdanje)